# سالی آن جونز
سالی آن فرانسیس جونز (به انگلیسی: Sally-Anne Frances Jones؛ ۱۷ نوامبر ۱۹۶۸ – ژوئن ۲۰۱۷) تروریسم بریتانیایی، اسلام‌گرا و عضوگیر و تبلیغ‌کننده تعیین‌شده توسط سازمان ملل متحد برای داعش بود که با نام‌های ام حسین البریتانی، سکینه حسین و بیوه سفید شناخته می‌شد. گمان می‌رود که او در ژوئن ۲۰۱۷ در حمله پهپادی آمریکا کشته شده باشد.

## اوایل زندگی
جونز در گرینویچ، جنوب شرقی لندن متولد شد. او تک فرزند بود و والدینش در کودکی او از هم جدا شدند؛ پدرش کمی بعد، زمانی که جونز ۱۰ ساله بود، خودکشی کرد. او که در خانواده‌ای کاتولیک بزرگ شده بود، در نوجوانی در گروه‌های جوانان مسیحی شرکت می‌کرد و در ۱۶ سالگی مدرسه را ترک کرد و در شرکت لورئال مشغول به کار شد و لوازم آرایشی می‌فروخت. جونز، گیتاریست و خواننده سابق پانک راک که در دههٔ ۱۹۹۰ در یک گروه موسیقی کاملاً زنانه به نام کرانچ فعالیت می‌کرد. گزارش شده‌است که با کمک‌های رفاهی (که او انکار می‌کرد) در یک خانه شورایی در چتم، کنت زندگی می‌کرد و قبل از عزیمت به سوریه از یک بانک غذا استفاده می‌کرد. او که زمان زیادی را در اینترنت می‌گذراند، به افسونگری و سبک‌های زندگی جایگزین علاقه‌مند شد.

## داعش
جونز به اسلام روی آورد و شریک زندگی قبلی خود را ترک کرد ودر تبادل نظر در رسانه‌های اجتماعی با دیپش گادر، روزنامه‌نگار ساندی تایمز، ادعا کرد که جنگ عراق او را (حدود ماه مهٔ ۲۰۱۳) به آرمان داعش علاقه‌مند کرده‌است. او به‌‌همراه جنید حسین، که مسئول جذب هکرها برای داعش بود، به جذب نیرو و تبلیغ برای داعش می‌پرداخت. جونز در اواخر سال ۲۰۱۳ به‌همراه پسر کوچکترش به سوریه سفر کرد تا به حسین، که اصالتاً اهل بیرمنگام بود و خیلی زود همسرش شد، بپیوندد.
جنید حسین در ۲۵ اوت ۲۰۱۵ در اثر حمله پهپادی ایالات متحده کشته شد. پس از مرگ جنید حسین، جونز اظهار داشت که شوهرش توسط «بزرگترین دشمن خدا» کشته شده‌است. جونز به دیپش گادر گفت: «او الگوی خوبی برای فرزندانم بود.» ماه بعد، جونز یکی از چهار بریتانیایی بود که به درخواست نخست وزیر دیوید کامرون در فهرست افراد تحت تعقیب سازمان ملل قرار گرفت. اعتقاد بر این بود که این اولین باری است که یک کشور یکی از اتباع خود را در فهرست عوامل داعش قرار می‌دهد. جونز در پاسخ در توییتر گفت: «به مبارزه با انگلستان... تا آخرین نفس ادامه خواهد داد.»
فعالیت آنلاین جونز با نقش او به‌عنوان رهبر شاخه زنان گردان مخفی انور العولقی مطابقت داشت. در این نقش، جونز مسئول آموزش تمام زنان اروپایی یا مهاجران، در استفاده از سلاح و تاکتیک‌ها بود. طبق اسناد فاش شده داعش، این مهاجران سپس آموزش دیده و برای انجام مأموریت‌های انتحاری در غرب آموزش می‌دیدند. علیرغم برخی گزارش‌ها، به گفته کیم سنگوپتا در روزنامه ایندیپندنت، هیچ مدرکی مبنی بر رهبری گروه‌های تماماً زنانه اعضای داعش توسط او در نبرد وجود ندارد.
طبق گزارش پروژه مبارزه با افراط‌گرایی (CEP)، جونز از توییتر برای تبلیغ داعش استفاده می‌کرد. اعتقاد بر این است که او صدها زن بریتانیایی را برای کار در داعش استخدام کرده و در سال ۲۰۱۵ از هواداران زن در بریتانیا خواسته بود تا در ماه رمضان در لندن، گلاسکو و ولز حملات تروریستی انجام دهند. اسناد دادگاه آمریکا که در بهار ۲۰۱۷ منتشر شد، جونز و همسرش را به حداقل دوازده توطئه داعش مرتبط دانست؛ بسیاری از این توطئه‌ها یا رخ ندادند یا در حین اجرا خنثی شدند. او در انتشار سه فهرست آنلاین از پرسنل نظامی ایالات متحده که به‌عنوان اهداف بالقوه برای جهادگرایان در نظر گرفته شده بودند، نقش داشت. جونز حتی با انتشار اطلاعات شخصی این سربازان به صورت آنلاین برای تسهیل یافتن آنها، به طور خاص جان ۱۰۰ سرباز را هدف قرار داد. در توییت‌های دیگر، جونز با قرار دادن نام سربازان خاص در موضوع توییت‌هایش، از آنها نام برد. یکی از اعضای یگان ویژه نیروی دریایی که در کشتن اسامه بن لادن دست داشت، در این هدف‌گیری شخصی قرار گرفت. در این زمان، طبق گزارش‌ها، ارتش آمریکا او را «در اولویت بالا» برای ترور می‌دانست.
تصور می‌شود که معنادارترین کمک جونز به این سازمان تروریستی، نفوذی بوده که او توانست بر زنان در سراسر جهان، به ویژه زنان غربی، برای پیوستن به داعش اعمال کند. او گفته بود که «رهبری یک گردان از زنان جهادی» را بر عهده دارد.

## احتمال مرگ
در اکتبر ۲۰۱۷، روزنامه دیلی میرور گزارش داد که جونز به همراه پسر ۱۲ ساله‌اش در حمله پهپادی آمریکا در ژوئن ۲۰۱۷ کشته شده‌است. در حالی که گمان می‌رود مادر و پسر در رقه هنگام فرار از حمله پهپادی کشته شده‌اند، این موضوع تأیید نشده‌است زیرا شواهد دی‌ان‌ای هرگز به دست نیامد. گمان می‌رود این دو نفر در راه میادین تحت اشغال داعش بودند. به گفته شیراز ماهر، جونز اولین زنی است که مستقیماً هدف حمله هوایی قرار گرفته و یکی از تنها دو زنی است که در آن زمان توسط وزارت امور خارجه آمریکا به‌عنوان یک جنگجوی تروریست خارجی در نظر گرفته شده بود.
جونز تصمیم گرفته بود پسر کوچکترش را به‌عنوان یک سرباز کودک داعش بزرگ کند. شریک سابق او در اوت ۲۰۱۶ گفت که پسرشان در ویدئویی شرکت کرده‌است که در آن، او به همراه چهار پسر دیگر، پنج گروگان کرد را از پشت سر هدف گلوله قرار داده‌است. جونز بیانیه‌ای صادر کرد و گفت که آن پسر، پسر او نیست.
جونز و همسر داعشی‌اش مرتباً از پسرشان به‌عنوان سپر انسانی استفاده می‌کردند تا از هدف قرار گرفتن توسط حملات پهپادها جلوگیری کنند. پرونده حقوقی قتل جوجو و مادرش مورد اعتراض قرار گرفته است زیرا سن او به این معنی است که او «غیرنظامی» بوده‌است.
طبق دستورالعمل کمیته بین‌المللی صلیب سرخ، جونز ممکن است عضو داعش محسوب نشود (اگر عضو داعش بود، هدف مشروعی محسوب می‌شد)، زیرا او «وظیفه رزمی مستمر» انجام نداده‌است. عفو بین‌الملل گفت که قتل جونز و پسرش «از نظر قانونی قابل تردید» است.
پسر بزرگتر، که ۲۰ سال داشت، در بریتانیا ماند. گزارش مرگ جوجو در نوامبر ۲۰۱۷ توسط منابع سوری مورد مناقشه قرار گرفت. با این حال، در ژانویهٔ ۲۰۱۸، دیپش گادر از روزنامه ساندی تایمز از یک «منبع آگاه» نوشت که به او گفته بود «۹۹.۹٪ مطمئن است که هر دو کشته شده‌اند».
الکساندرا کوتی، یکی از اعضای گروه تروریستی «بیتلز»، در اواخر ماه مهٔ ۲۰۱۹ در اخبار آی‌تی‌وی گفت که جونز و پسرش در ساختمانی که در ۲۵ مهٔ ۲۰۱۷، چند روز پس از بمب‌گذاری در منچستر آرنا، مورد اصابت گلوله قرار گرفت، کشته شدند.

## همچنین ببینید
- سامانتا لوت وایت